# 石井亜海
石井 亜海（いしい あみ、2002年12月11日 - ）は、日本の女子レスリング選手。群馬県出身。階級は68kg級。

## 来歴
おおたアカデミーでレスリングを始める。大泉町立北小学校時代に全国少年少女レスリング選手権大会で3連覇を果たした。大泉町立北中学校3年生の時に全国中学生選手権の57kg級で準優勝し、全国中学選抜選手権では優勝した。安部学院高等学校1年生の時にはJOC杯カデットの部61kg級とインターハイの62kg級でそれぞれ優勝した。2年生の時にはインターハイで準優勝だったものの、ジュニアクイーンズカップ カデットの部とアジアカデット選手権の65kg級で優勝した。さらには、全日本選手権の62kg級でも優勝した。2021年に育英大学へ進学すると、1年の時にはジュニアクイーンズカップ ジュニアの部65kg級と全日本学生選手権の68kg級で優勝したが、全日本選手権では2位だった。2年の時には全日本選抜選手権で優勝すると、プレーオフも制して世界選手権代表に選出された。世界ジュニア選手権では優勝した。世界選手権では決勝まで進むも、東京オリンピック金メダリストであるアメリカのタミラマリアナ・ストックメンサにフォール負けを喫して2位だった。全日本選手権では決勝で65㎏級世界チャンピオンの森川美和を破って優勝した。3年の時にはアジア選手権で優勝した。世界選手権代表決定プレーオフでは森川に2－1で勝利した。世界選手権では準決勝でトルコの選手に敗れると、3位決定戦でもモルドバの選手に敗れた。その後の5位決定戦でアメリカの選手に勝利したためこの階級のパリオリンピック出場権は獲得したが、自身がオリンピック代表となるには全日本選手権での優勝が必要となる。12月の全日本選手権で優勝すればオリンピック代表に内定するはずだったが、初戦で65㎏級の世界チャンピオンである慶應義塾大学3年の尾﨑野乃香に敗れた。そのため、オリンピック代表の座をかけて尾﨑とプレーオフで対戦することになった。2024年1月のプレーオフでは尾﨑に3ポイントを先取されるも、終了約10秒前に4ポイントを取って逆転するが、その後すぐ尾﨑に2ポイントを取られて4－5で敗れたため、パリオリンピック代表の座を逃した。4年の時には全日本選抜選手権の72㎏級に出場して優勝した。10月にはアルバニアのティラナで開催されたU-23世界選手権の68㎏級で優勝した。その6日後には同地開催の世界選手権72㎏級決勝でカザフスタンの選手を8－6で破って、立て続けに優勝を飾った。全日本選手権では68㎏級で優勝した。2025年にはクリナップの所属となると、全日本選抜選手権で優勝して世界選手権代表に選ばれた。

## 主な戦績
- 2012年 - 2014年 - 全国少年少女レスリング選手権大会 3連覇
- 2017年 -　全国中学生選手権　2位（57kg級）
- 2017年 -　全国中学選抜選手権　優勝（57kg級）
- 2018年 -　JOC杯カデットの部　優勝（61kg級）
- 2018年 -　インターハイ　優勝（62kg級）
- 2019年 -　ジュニアクイーンズカップ カデットの部　優勝（65kg級）
- 2019年 -　アジアカデット選手権　優勝（65kg級）
- 2019年 -　インターハイ　2位（62kg級）
- 2019年 -　全日本選手権　優勝（62kg級）
- 2020年 -　クリッパン女子国際大会　優勝（65kg級）
- 2021年 -　ジュニアクイーンズカップ ジュニアの部　優勝（65kg級）

68㎏級での戦績
- 2021年 -　全日本学生選手権　優勝
- 2021年 -　全日本選手権　2位
- 2022年 -　全日本選抜選手権　優勝
- 2022年 -　世界ジュニア選手権　優勝
- 2022年 -　世界選手権　2位
- 2022年 -　全日本選手権　優勝
- 2023年 -　アジア選手権　優勝
- 2023年 -　全日本選抜選手権　3位
- 2023年 -　世界選手権　5位
- 2024年 -　全日本選抜選手権　優勝(72㎏級)
- 2024年 -　U-23世界選手権　優勝
- 2024年 -　世界選手権　優勝(72㎏級)
- 2024年 -　全日本選手権　優勝
- 2025年 -　全日本選抜選手権　優勝

（出典）